# Dreisbachia dotae
Dreisbachia dotae là một loài tò vò trong họ Ichneumonidae.